# Zaomma xhosa
Zaomma xhosa är en stekelart som beskrevs av Prinsloo 1979. Zaomma xhosa ingår i släktet Zaomma och familjen sköldlussteklar. Inga underarter finns listade i Catalogue of Life.